# 頜齒類
頜齒類（Genasauria）是鳥臀目的一個演化支，是較為進階的鳥臀目，臉頰兩側都有咀嚼用牙齒，齒列位於頜部內側，顱骨兩側凹陷。
頜齒類生存於侏儸紀早期到白堊紀晚期，分布於全球各地。頜齒類並不包含賴索托龍…等原始鳥臀目恐龍，目前最早的頜齒類化石是南非的畸齒龍科與北美洲的小盾龍。
頜齒類的最主要特徵是，牙齒的位置從原本的嘴部外側，移往較內側處，使得嘴部閉合時，上下頜的牙齒互相接觸，牙齒的接觸面也加大，具有咀嚼的功能。頜齒類具有頰部，可以將食物或水置於肉質頰部內，而不會溢出。頜齒類的咀嚼用牙齒，以及頰部的出現，使牠們進食時更具選擇性，與蜥腳形亞目相比更具優勢。蜥腳形亞目必須吞食胃石以協助進食，並具有大型的消化系統以消化更多食物。在頜齒類開始繁盛時，原蜥腳下目逐漸消失，蜥腳下目演化成更大的體型。

## 分類學
頜齒類最早是由古生物學家保羅·塞里諾在1986年所提出，包含裝甲亞目、角足亞目，範圍是：大面甲龍、恐怖三角龍、沃克氏副櫛龍、懷俄明厚頭龍、狹臉劍龍的最近共同祖先，以及最近共同祖先的所有後代。頜齒類一度只有保羅·塞里諾使用，但近年來科學界已經逐漸使用這個名稱。

## 註解
1. ↑  David Lambert, Darren Naish, Elizabeth Wyse. . Dorling Kindersley Publishers Ltd. 2002.

- Sereno, P.C. (1986). "Phylogeny of the bird-hipped dinosaurs (order Ornithischia)". National Geographic Research 2(2): 234-256.

## 外部連結
- 頜齒類的定義與歷史 TaxonSearch.org
- 頜齒類的簡介與定義 Paleos.com
- 頜齒類的範圍(圖示) （页面存档备份，存于）